# Medina sopha
Medina sopha là một loài ruồi trong họ Tachinidae.